# Famille Várady (1625)
La famille Várady, parfois orthographié Váradi est une famille noble hongroise ayant été anoblie en février 1625 par le roi Ferdinand II. Elle s'éteindra moins d'un siècle plus tard lors du mariage de Rozália Varady et de Zsigmond Kelcz.

## Histoire
Il existe plusieurs familles nobles hongroises portant ce nom mais l'histoire de cette famille début en février 1625 lorsque le roi Ferdinand II anoblit Pál Várady à Vienne.
Ce dernier se maria en premières noces à Zsófia Melda.
En 1639, il rachète à Ferencz Pósa, habitant de Kassa, les trois parties du manoir noble Fekésházi qui se trouve à Zombor (ancien comitat de Zemplén), un vignoble à Kerek-hegy et un autre à Hangács.
En 1646, il rachète au comte Ferencz Nádasdy un manoir noble et des terres de paysans à Szina dans le comitat d'Abaúj.
En 1649, avec ses fils Pál et István, il prend en gage à Eszter Bossányi, veuve de Miklós Forgách, ses parts de propriété de Nádasd dans le comitat d'Abaúj, du village de Szkáros et du hameau de Gönyű.
En 1650, il épouse en secondes noces Anna Szegedy.
La même année, il rachète à Péter et István Segnyei de Lapispatak, par droit de gage, leurs parts de propriété et une verrerie dans les localités d'Ábrány, Abas et Budamér du comitat de Sáros.
Sans en avoir la date précise, nous savons que Pál Várady meurt avant 1655. Il semble que son fils Pál ait été le sénateur de la ville de Košice qui, ayant été écarté de son poste et menacé d'amende pour des raisons que l'on ignore. Mais les diètes de 1647 et 1659 ont souhaité sa réintégration.
Anna Szegedy, la veuve de Pál Várady, se maria en secondes noces avec András Hartyányi. Anna et ses deux fils Mihály et György, issus de son mariage avec Hartyányi, contesta en 1656 le legs de la demeure familiale à Nagybánya dans le comitat de Szatmár par Pál Várady à un certain László Eötves Várady, un habitant de Kassa, legs incluant les vignes, les châtaigniers et les osiers. De leur côté, Pál et István (les fils de Pál et de Zsófia Melda) portèrent plainte contre leur belle-mère pour qu'elle ne leur aliène pas ces propriétés.
Finalement, la famille s'éteindra un siècle plus tard, lors du mariage de Rozália Varady, fille d'István Várady et d'Erszébet Gôrgey, et de Zsigmond Kelcz.